# Plön
Plön (in basso tedesco Plöön) è una città di 8 943 abitanti dello Schleswig-Holstein, in Germania.
 È il capoluogo del circondario (Kreis) omonimo (targa PLÖ).
Plön ha un ginnasio con una storia di 300 anni ed è sede di una scuola per sottufficiali della Marina tedesca e dell'Istituto Max Planck per la biologia evolutiva. 
La città, situata nel distretto lacustre collinare e boscoso della Svizzera dell'Holstein (Holsteinische Schweiz), è importante anche per l'industria del turismo.

## Geografia fisica
La città si estende sulla riva settentrionale dell'omonimo Gran lago. La città è compresa nel territorio collinoso detto Svizzera dell'Holstein. Solo 7,8 km² del territorio cittadino sono su terra, mentre la rimanente superficie si divide fra quelle di undici laghi, tutti appartenenti alla città, mentre quelle di altri cinque le appartengono in parte. Fra gli altri: Lago di Behl, Edebergsee, Höftsee, Gran lago di Madebröken, Piccolo lago di Madebröken, Schöhsee, Stadtsee, Suhrer See, Trentsee e poi il Gran lago di Plön ed il Piccolo lago di Plön mentre il Trammer See è di quelli che appartengono solo parzialmente a Plön.

### Comuni limitrofi
Plön confina con i seguenti comuni (in senso orario, iniziando da nord): Rathjensdorf, Grebin, Malente, Bösdorf, Bosau, Nehmten, Ascheberg (Holstein), Dörnick, Wittmoldt. Tranne che Malente e Bosau, che appartengono al circondario dello Holstein Orientale, tutti i comuni limitrofi appartengono al circondario di Plön.

## Storia
Nel corso del periodo delle invasioni barbariche, le tribù slave entrarono nella regione di Plön all'inizio del VII secolo, dopo il ritiro della popolazione germanica originaria. Sulla grande isola di fronte a Plön, che in seguito fu chiamata Olsborg, costruirono una grande fortificazione. Chiamarono il loro insediamento Plune, che significa "acqua senza ghiaccio".
Nel 1075, Kruto attirò Budivoj dei Naconidi nel castrum plunense (secondo Helmold di Bosau), lo assediò e poi, una volta che gli uomini di Budivoj si furono arresi dopo le promesse di Kruto di lasciarli ritirare liberamente, Kruto li fece uccidere. Nel 1139 il conte Adolfo II di Schaumburg distrusse la fortezza, ponendo fine alla dominazione degli Slavi nella regione di Plön. Vent'anni dopo, Adolfo II fece ricostruire il castello sull'isola, ma presto lo fece spostare sull'attuale collina di Schlossberg ("collina del castello"). Qui, sotto la protezione del castello e vicino alla principale via commerciale da Lubecca verso nord, sorse una città mercato sassone.
Nel 1236 Plön ottenne il diritto di città secondo la legge di Lubecca. Situata in posizione strategica su uno stretto istmo tra i laghi e il fiume Schwentine, Plön rimase un centro della contea di Holstein fino alla caduta della casa reale danese nel XV secolo.
La città ed il suo distretto diviene temporaneamente indipendente sotto il governo di una linea cadetta danese: i duchi di Schleswig Holstein Sönderburg in Plön. La linea ducale si costituisce nel 1622 da  Gioacchino Ernesto (1595-71), fratello cadetto del duca di Sönderburg. Nel 1669 si distacca la linea nuova linea di Norburg col duca Cristiano Augusto (1669-87) cui succede Augusto (-1699). Il figlio Gioacchino Federico (1699-22) eredita il ducato di Plön nel 1706. come Joachim II Friedrich (1706-22) della linea di Norburg ed a lui il nipote Federico Carlo (1729-61), figlio del fratello minore Christian Karl di Norburg (1674-06).
Tuttavia, Federico Carlo essendo nato postumo al padre dal matrimonio morganatico con Dorothea Christine von Aichelburg che non viene dapprima riconosciuta come principessa danese, gli viene contestata l'eredità del ducato. Grande costruttore di palazzi barocchi, come il castello di Plön, il Fürstenhaus e il palazzo di Traventhal, e mecenate di molti artisti, cede il ducato al re di Danimarca per debiti di conseguenza alla convenzione del 1756 con la Corona danese per la quale, in caso di estinzione della linea ducale di Plön, i possedimenti sarebbero passati al re danese come duca di Holstein, fatto che avviene nel 1761. 
Con lui si estingue questa casa ducale avendo solo una figlia ed un unico maschio nato da una relazione con Maria Catharina Bein, figlia del ciambellano di corte a cui lascia alcune terre e una rendita.

## Monumenti e luoghi d'interesse

### Architetture civili
- Castello di Plön

### Itinerari paesaggistici
- Gran lago di Plön
- Piccolo lago di Plön
- Svizzera dell'Holstein

## Amministrazione

### Gemellaggi
Plön è gemellata con:
- Ksour-Essaf, Tunisia, dal 1969
- Plau am See, Meclemburgo-Pomerania Anteriore, Germania, dal 1990